# 陶喆 自選25：Bring The Light In 珍藏演唱會
陶喆 自選25：Bring The Light In 珍藏演唱會 是一場由台灣歌手陶喆於2022年12月9至10日在台北微風南山的小型演唱會。該演唱會裡陶喆除了演唱一些經典代表作以外，亦演唱一些未推出的新歌，例如全世界會唱的歌、活該、微塵等歌曲。演唱會不設公開售票，只設報名方式，然後再選擇當中數百名粉絲入場。此音樂會亦獲多名歌手入場支持，如周杰倫、林宥嘉等。音樂會舉辦後並沒流出任何片段，直至2023年7月14日音樂會在Wechat進行直播，再於2023年12月15日在LINE TODAY再度直播，並添加7月14日缺少的新歌。

## 介紹
此音樂會為陶喆於2022年12月9至10日在台北微風南山的小型演唱會，並不設公開發售。直至2023年11月2日，音樂會在上海舉辦特別場公開發售場，門票在開票後火速售罄。

## 場次
| 日期           | 國家／地區 | 城市 | 場館                 | 備註 |
| -------------- | ---------- | ---- | -------------------- | ---- |
| 2022年12月9日  | 臺灣       | 台北 | 微風南山             |      |
| 2022年12月10日 | 臺灣       | 台北 | 微風南山             |      |
| 2023年11月4日  | 中国       | 上海 | 前灘31演藝中心大劇院 |      |

## 演唱曲目
其中歌曲「微塵」、「全世界會唱的歌」、「讓愛再繼續」、「活該」於舉辦音樂會時還未發行：
1. 找自己
2. 小鎮姑娘
3. 蝴蝶 (Reimagined)
4. Dear God
5. 黑色柳丁
6. 微塵
7. 寂寞的季節
8. 愛我還是他
9. 飛機場的10:30
10. 流沙 (Reimagined)
11. 沙灘
12. 普通朋友
13. 天天
14. 活該
15. 討厭紅樓夢
16. 讓愛再繼續
17. 太美麗
18. 就是愛你
19. 愛很簡單
20. 全世界會唱的歌

上海特別場
1. 找自己
2. 小鎮姑娘
3. 今天沒回家
4. 飛機場的10:30
5. 流沙 (Reimagined)
6. 寂寞的季節
7. 沙灘
8. 二十二
9. 普通朋友
10. 一念之間
11. Susan說
12. 討厭紅樓夢
13. 黑色柳丁
14. I'm OK (Reimagined)
15. 蝴蝶 (Reimagined)
16. 愛我還是他
17. 天天
18. 月亮代表誰的心
19. 今天你要嫁給我
20. 就是愛你
21. 全世界會唱的歌
22. 愛很簡單
23. 王八蛋